# 팬 인

3개의 입력이 있는 AND 게이트의 팬 인은 3이다.

팬 인(Fan-in)은 논리 회로가 처리할 수 있는 입력의 수이다. 예를 들어, 그림에 표시된 AND 게이트의 팬 인은 3이다. 팬 인이 큰 물리적 논리 회로는 팬 인이 작은 논리 회로보다 느려지는 경향이 있다. 이는 입력 회로의 복잡성이 장치의 입력 전기 용량을 증가시키기 때문이다. 팬 인이 높은 논리 회로를 사용하면 논리 회로의 깊이를 줄이는 데 도움이 되는데, 이는 회로 설계가 디지털 수준의 대상 논리 패밀리에 의해 구현되기 때문에 팬 인이 큰 논리 회로는 단순히 회로를 확장하기 위해 주어진 깊이에서 작은 팬 인 회로를 직렬로 연결한 것에 불과하기 때문이다.
노드의 팬 인 트리는 해당 노드의 입력 신호에 기여하는 신호의 모음을 의미한다.
양자 논리 회로에서는 팬 인이 항상 출력 수인 팬 아웃과 같아야 한다. 입력과 출력의 수가 다른 게이트는 가역적 (유니터리)이지 않으므로 허용되지 않는다.

## 같이 보기
- 팬 아웃, 주어진 논리 출력이 구동하는 입력의 수를 나타내는 관련 개념.